# Église Sainte-Marie de Fleetwood
L'église Sainte-Marie de Fleetwood est une église catholique située à Fleetwood, dans le Lancashire, en Angleterre. Elle est un monument classé de Grade II.

## Historique
La construction de la ville côtière de Fleetwood est planifiée dans les années 1830 par le propriétaire terrien Peter Hesketh-Fleetwood. L'église Sainte-Marie, conçue par l'architecte Edward Welby Pugin, est construite de 1886 à 1867 par T. A. Drummond de Fleetwood pour un coût de 4 000 livres, (soit environ 356 800 livres sterling aujourd'hui). L'archevêque de Liverpool Alexander Goss (en) pose la première pierre de l'église le 17 mai 1866, puis il consacre l'édifice en novembre 1867.
Le 31 mars 1978, l'église Sainte-Marie est classée monument de Grade II.

## Architecture

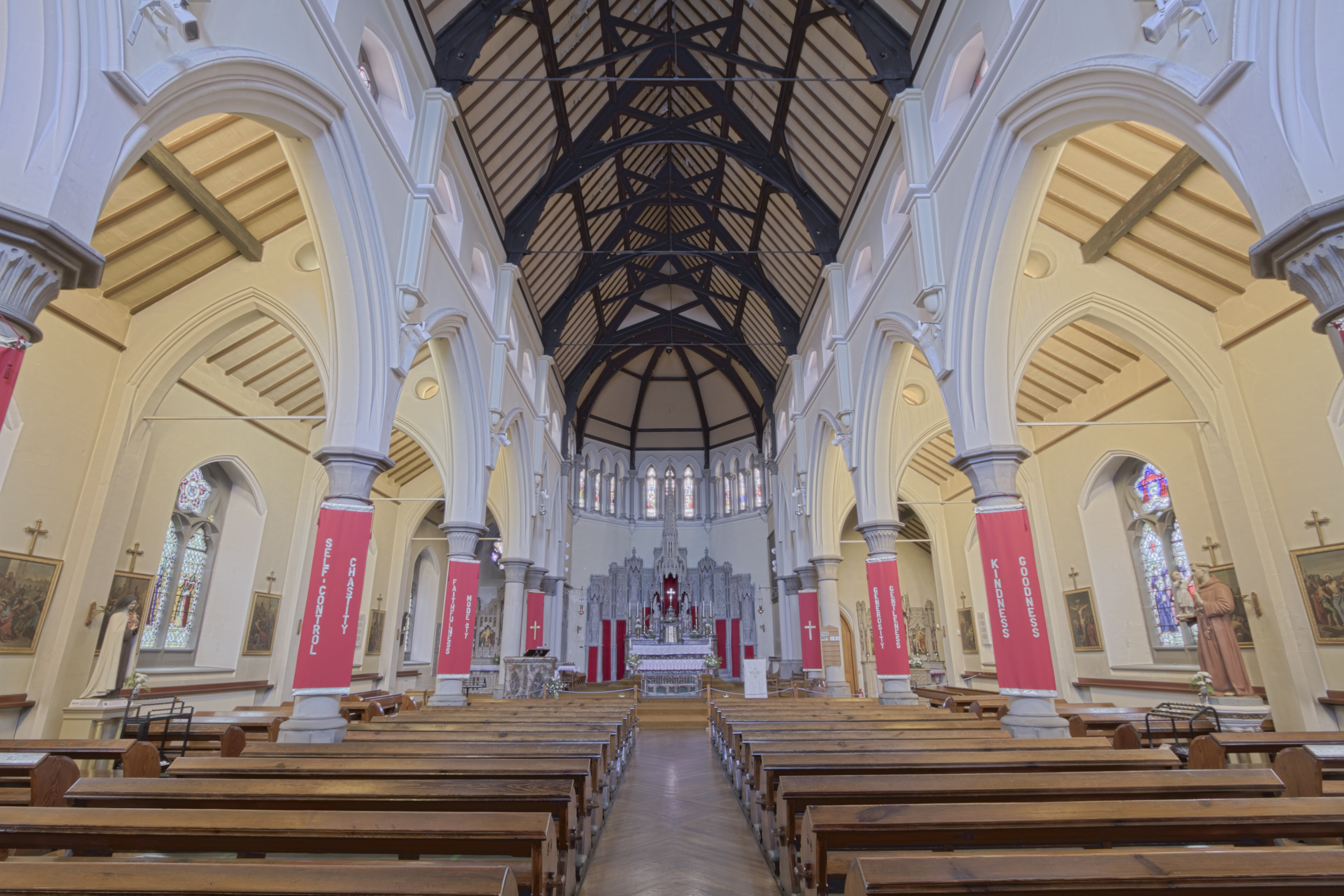
Vue de la nef de l'église en 2013

L'église est construite en pierre avec divers éléments de pierre taillée. Ses pans de toits très inclinés sont faits d'argile.
L'édifice comporte une nef et un chancel sous un même toit, des collatéraux nord et sud sous des plafonds bas, ainsi qu'une abside octogonale. Elle ne comporte pas de tour. La façade ouest est pourvue de deux grandes fenêtres ayant chacune trois lancets. Entre ces deux fenêtres se trouve une niche avec une statue de Jésus-Christ,. Les fenêtres des collatéraux ont de grands lancets. La claire-voie comporte plusieurs oculi.